# المربية (مسلسل)
المربية (بالإنجليزية: The Nanny)‏ مسلسل تلفزيوني أمريكي يعتمد على كوميديا الموقف عرض على هيئة الإذاعة الكولومبية من 3 نوفمبر 1993 إلى 23 يونيو 1999 حيث تم تصوير 6 أجزاء بواقع 145 حلقات .

## القصة
تدور أحداث المسلسل حول فران فاين التي تعمل مربية في منزل رجل الأعمال ماكسويل شيفيلد من أجل رعاية أولاده الثلاثة مارغريت، برايتون، وغريس بسبب وفاة والدتهم . وتحاول سكرتيرة ماكسويل سي سي الزواج منه ولكن بسبب سوء علاقتها بأولاده فإنه يماطل في القيام بهذا الأمر . تستطيع فران كسب ثقة الأولاد الثلاثة وكبير القدم نايلز مما يجعل ماكسويل يقرر الزواج منها من أجل أولاده وبالتالي فإن سي سي تستسلم وتقرر الزواج في الحلقة الأخيرة من نايلز حيث تقام مراسم الزواج في غرفة الولادة حيث فران تضع طفلها .

## الشخصيات
| الممثل(ة)         | الشخصية                      | عدد الحلقات |
| فران دريشر        | فران فاين                    | 145         |
| تشارلز شوغنيسي    | ماكسويل شيفيلد               | 145         |
| دانييل ديفيز      | نايلز                        | 145         |
| لورين لين         | تشاستيتي كلير (سي سي) بابكوك | 145         |
| نيكول توم         | مارغريت شيفيلد               | 145         |
| بنجامين ساليسبوري | برايتون شيفيلد               | 145         |
| مادلين زيما       | غريس شيفيلد                  | 145         |
| رينيه تايلور      | سيلفيا فاين                  | 94          |
| ريتشيل تشاغال     | فال توريللو                  | 79          |
| آن مورغان غيلبير  | ييتا روزينبيرغ               | 56          |
| ----------------- | ---------------------------- | ----------- |

## جوائز المسلسل
| السنة | المهرجان                        | الجائزة                                      | الحاصل عليها      |
| 1995  | مهرجان إيمي                     | أفضل مصمم أزياء في مسلسل تلفزيوني            | بريندا كوبر       |
| 1996  | مهرجان الفنانين الصغار          | أفضل ممثل شاب مساند في مسلسل تلفزيوني كوميدي | بنجامين ساليسبوري |
| 1996  | مهرجان ب.م.إ للسينما والتلفزيون | أفضل مقدمة موسيقية لمسلسل تلفزيوني           | تيموثي تيمبسون    |
| 2008  | مهرجان أرض التلفزيون            | أفضل مربية                                   | فران دريتشر       |
| ----- | ------------------------------- | -------------------------------------------- | ----------------- |

## روابط خارجية
- المربية على موقع IMDb (الإنجليزية)
- المربية على موقع ميتاكريتيك (الإنجليزية)
- المربية على موقع روتن توميتوز (الإنجليزية)
- المربية على موقع فيلمافينيتي (الإسبانية)
- المربية على موقع كينوبويسك (الروسية)
- المربية على موقع ألو سيني (الفرنسية)
- المربية على موقع قاعدة بيانات الفيلم (الإنجليزية)